# Diecéze Ecsalus
Diecéze Ecsalus je titulární diecéze římskokatolické církve.

## Historie
Ecsalus, identifikovatelné s městem  Iksal v dnešním Izraeli, bylo starobylé biskupské sídlo nacházející se v římské provincii Palestina II. Bylo součástí jeruzalémského patriarchátu a sufragánnou arcidiecéze Scythopolis.
Jediným známým biskupem je Partenios, který se roku 536 zúčastnil synody v Jeruzalémě.
Dnes je využívána jako titulární biskupské sídlo; dosud nebylo obsazeno.

## Seznam biskupů
- Partenios (zmíněn roku 536)